# E.164
E.164 — рекомендация ITU-T, определяющая общий международный телекоммуникационный план нумерации, используемый в телефонных сетях общего пользования и некоторых других сетях.
Рекомендацией E.164 также определяется формат телефонных номеров. Номера по E.164 могут иметь максимум 15 цифр и обычно записываются с префиксом «+». Чтобы позвонить по номеру, записанному в стандарте E.164, с обычного телефонного аппарата нужно вместо знака «+» использовать соответствующий префикс выхода на международную линию.
Название оригинального стандарта и его первой редакции было таким: «План нумерации в эру ISDN» («Numbering Plan for the ISDN era»).

## Адреса
Адреса E.164 могут быть использованы в DNS с помощью электронной нумерации (ENUM, Electronic Numeration), которая выделяет особую зону, главным образом, e164.arpa для использования номеров E.164. Любой телефонный номер, например, +992909998324 может быть преобразован в унифицированный (единообразный) идентификатор ресурса (URI) записью цифр в обратном порядке, разделением их точками и добавлением суффикса e164.arpa, для нашего примера:
4.2.3.8.9.9.9.0.9.2.9.9.e164.arpa
DNS можно использовать для получения интернет-адресов для таких служб, как SIP VoIP-телефония. Альтернативным способом может послужить DUNDi — P2P-реализация ENUM.
E.163 — старый стандарт ITU-T, описывающий телефонные номера для телефонной сети общего пользования (ТСОП). E.163 теперь не применяется и включён в редакцию 1 рекомендации E.164 в 1997 году.

## Категории
Рекомендация описывает структуру номера и функциональность для трёх категорий номеров, используемых в международных телекоммуникациях общего пользования.
Для каждой из этих категорий E.164 уточняет компоненты номерной структуры и разложение цифр номера, требуемые для успешной маршрутизации звонков.
Приложение A содержит дополнительную информацию и функции номеров E.164.
Приложение B содержит сведения о сетевой идентификации, служебных параметрах, тождественности звонящей/связанной линии, процедурах звонков и адресации для географически-определяемых ISDN-звонков. Особые применения E.164 определены в отдельных рекомендациях.

### Структура номера для географических зон
| Код страны                                                                                                 | Национальный код пункта назначения | Номер абонента        |
| --- | ---------------------------------- | --------------------- |
| cc = 1 − 3 цифры                                                                                           | максимум 15 − cc цифр              | максимум 15 − cc цифр |
| Национальный (необходимый) номер                                                                           |                                    |                       |
| Международный номер телекоммуникационной сети общего пользования для географических зон (максимум 15 цифр) |                                    |                       |

### Структура номера для глобальных служб
| Код страны                                                                                               | Глобальный номер абонента |
| --- | ------------------------- |
| cc = 3 цифры                                                                                             | максимум 12 цифр          |
| Международный номер телекоммуникационной сети общего пользования для глобальных служб (максимум 15 цифр) |                           |

### Структура международного номера для сетей
| Код страны                                                                                    | Идентификационный код | Номер абонента       |
| --------------------------------------------------------------------------------------------- | --------------------- | -------------------- |
| cc = 3 цифры                                                                                  | x = 1—4 цифры         | максимум (12-x) цифр |
| Международный номер телекоммуникационной сети общего пользования для сетей (максимум 15 цифр) |                       |                      |

## Рекомендации в E.164

### E.164.1
Эта рекомендация описывает процедуры и критерии для резервирования, присваивания и отзыва кодов стран в E.164 и соответствующих идентификационных кодов (IC, Identification Codes). Критерий и процедуры предусмотрены так, чтобы эффективно использовать доступные номерные ресурсы E.164. Такие присвоения требуют совместное приложение усилий ITU-TSB и соответствующей Группы изучения ITU-T (ITU-T Study Group), чтобы присвоения удовлетворяли нуждам телекоммуникационного общества. Разработка этих критериев и процедур проходит в соответствии с принципами, заложенными в E.190, и с форматами плана нумерации, описанного в E.164.

### E.164.2
Эта рекомендация содержит критерии и процедуры присвоения временного трёхзначного цифрового идентификационного кода в общем коде страны 991 в целях проведения международного некоммерческого тестирования.

### E.164.3
Эта рекомендация описывает принципы, критерии и процедуры для присвоения и отзыва ресурсов в общем для нескольких стран или территорий коде страны E.164. Эти общие коды стран сосуществуют со всеми остальными кодами стран, присвоенными ITU. Ресурс общего кода страны состоит из собственно кода страны и группового идентификационного кода (CC + GIC, Country Code + Group Identification Code) и обеспечивает возможность группе стран предоставлять телекоммуникационные услуги внутри этой группы стран. За присвоение CC + GIC отвечает ITU-TSB.